# Eve Lindley
Eve Lindley (Danbury, 12 gennaio 1993) è un'attrice e modella statunitense, conosciuta principalmente per i ruoli nella serie televisiva Messaggi da Elsewhere e nel film La nostra vita insieme. Nel 2016 è stata nominata nella OUT100 della rivista di moda Out. come modella lavora con Barneys New York.

## Biografia
Eve Lindley è nata a Danbury, Connecticut, da padre statunitense e madre cubana, ha due sorelle maggiori. I suoi genitori hanno divorziato quando aveva due anni decidendo per la custodia congiunta delle figlie, sebbene, a dodici anni Lindley abbia deciso di andare a vivere stabilmente dal padre, facendo coming out come donna trans ed iniziando il percorso di transizione al liceo col supporto paterno.
Prima del suo debutto cinematografico in La nostra vita insieme al  Tribeca Film Festival del 2016, Lindley ha svolto diversi lavori, tra i quali costumista, addetta alle vendite, barista e dog-sitter. Successivamente ha ottenuto il ruolo di Simone nella serie AMC Messaggi da Elsewhere, con Jason Segel, Sally Field e André 3000.

## Filmografia

### Attrice

#### Cinema
- Brothers, Sisters, Sons, & Daughters: The Film, regia di Bruce Weber - cortometraggio (2014)
- La nostra vita insieme (All We Had), regia di Katie Holmes (2016)
- Happy Birthday, Marsha!, regia di Reina Gossett e Sasha Wortzel - cortometraggio (2017)
- Linda & the Worm, regia di Nicholas Motyka - cortometraggio (2017)
- A Kid Like Jake, regia di Silas Howard (2018)
- Extra Toppings, regia di Alex Backstrom - cortometraggio (2019)
- La vita dopo i figli (Otherhood), regia di Cindy Chupack (2019)
- Welcome Back, Lenny, regia di Vuk Lungulov-Klotz - cortometraggio (2019)
- Boiler, regia di Nicholas Motyka - cortometraggio (2019)
- Almost A Year, regia di Jamieson Baker - cortometraggio (2021)
- After Yang, regia di Kogonada (2021)
- Bros, regia di Nicholas Stoller (2022)
- National Anthem, regia di Luke Gilford (2023)

#### Televisione
- Fishkill, regia di Bob Balaban - film TV (2016)
- Mr. Robot - serie TV, 4 episodi (2016)
- Outsiders - serie TV, 8 episodi (2016)
- High Maintenance - serie TV, episodio 2x03 (2018)
- Tales of the City - serie TV, episodio 1x08 (2019)
- Messaggi da Elsewhere (Dispatches from Elsewhere) - serie TV, 10 episodi (2020)
- Acting for a Cause - serie TV, episodio 3x01 (2020)

### Doppiatrice
- Arcane - serie TV, 2 episodi (2024)